# Боббі Гаккетт (плавець)
Боббі Гаккетт (англ. Bobby Hackett, 15 серпня 1959) — американський плавець.
Призер Олімпійських Ігор 1976 року.
Чемпіон світу з водних видів спорту 1978 року.
Переможець Панамериканських ігор 1975 року, призер 1979 року.